# Andrés Saldarriaga
Andrés Saldarriaga (Medellín, Antioquia, 18 de septiembre de 1978) es un exfutbolista colombiano. Jugaba como arquero.

## Trayectoria
Proveniente de las divisiones menores del cuadro del Deportes Quindío, en el año de 1994, Saldarriaga formó parte de la selección pre-juvenil de Antioquia, un año más tarde integraría la selección juvenil de Antioquia.
Inició su carrera como profesional con el cuadro del Deportes Quindío en el año de 1997, con el cual debutaría en el año de 1999, luego de pasar por uno de los momentos más difíciles de su historia, Deportes Quindío descendería al año siguiente; sin embargo transcurridos diez mese de este hecho, el Deportes Quindío lograría retornar a la máxima categoría del fútbol profesional colombiano. Saldarriaga permanecería en el cuadro del Deportes Quindío hasta el año 2002.
Su salida del cuadro del Deportes Quindío, se haría efectiva a mediados de 2002. A principios de 2003 fichó por el Atlético Nacional; cuadro en el que protagonizó sus mejores actuaciones. Durante su primer año de estancia en el cuadro verde del Atlético Nacional, lograría conseguir la Copa de las Américas del año 2003. Al año siguiente llegaría a disputar la final del Torneo Apertura frente al cuadro del Independiente Medellín, sin embargo caería por un marcador final de 2-1; pues caería en el encuentro de ida por 2-1 y empataría a cero goles en el encuentro de vuelta. Sin embargo sería durante el torneo apertura del año 2005 cuando Saldarriaga podría coronarse al fin como campeón, luego de vencer en la final al cuadro del Independiente Santa Fe por un marcador global de 2-0. Ese mismo año, fue campeón de la Copa Ciudad de Santa Fe (organizada por el club argentino del Colón). Disputaría también la copa Libertadores del año 2006, donde el cuadro del Atlético Nacional quedaría primero en su grupo, pero caería en la fase de octavos de final frente al cuadro de la Liga Deportiva Universitaria de Quito. Durante su último año de permanencia con el cuadro del Atlético Nacional, Saldarriaga se coronaría campeón del torneo Apertura del 2007 luego de vencer al cuadro del Atlético Huila por un marcador final de 3-1.
En 2007 dejó Atlético Nacional para fichar con el Cúcuta Deportivo, donde permanecería durante dos temporadas, además jugaría la Copa Libertadores del año 2008. En este certamen el Cúcuta Deportivo quedaría primero en su grupo, y luego caería en las semifinales Boca Juniors de Argentina por un marcador global de 4-3. Saldarriaga llegaría al cuadro del Once Caldas a inicios de año 2009, con el cual lograría el campeonato del Torneo Apertura, luego de vencer en una dramática final al cuadro del Junior de Barranquilla. Luego de este título, pasó al Envigado FC, en donde se consolidó como una de las figuras del equipo.

## Selección colombiana
Formó parte de la selección tomándose la leche juvenil colombiana que participó en el torneo Preolímpico Sudamericano Sub-23 del 2000 en Brasil, donde su escuadra quedaría eliminada en primera ronda. Además con la selección de mayores jugó el encuentro por eliminatorias para la Copa Mundial de Fútbol 2002, (Corea del Sur y Japón) frente a la selección de Chile.

### Participaciones en Eliminatorias al Mundial
| Eliminatorias                 | Resultado | PJ |
| ----------------------------- | --------- | -- |
| Eliminatorias Mundial de 2002 | 6° lugar  | 1  |

## Clubes
| Club              | País     | Año         | Partidos |
| ----------------- | -------- | ----------- | -------- |
| Deportes Quindío  | Colombia | 1999 - 2002 | 83       |
| Atlético Nacional | Colombia | 2003 - 2007 | 82       |
| Cúcuta Deportivo  | Colombia | 2007 - 2008 | 24       |
| Once Caldas       | Colombia | 2009        | 8        |
| Envigado F. C.    | Colombia | 2010 - 2011 | 32       |
| Sucre F. C.       | Colombia | 2012        | 4        |
| Boyacá Chicó      | Colombia | 2013 - 2014 | 19       |

## Palmarés

### Campeonatos nacionales
| Título          | Club              | País     | Año  |
| --------------- | ----------------- | -------- | ---- |
| Primera B       | Deportes Quindío  | Colombia | 2001 |
| Torneo Apertura | Atlético Nacional | Colombia | 2005 |
| Torneo Apertura | Atlético Nacional | Colombia | 2007 |
| Torneo Apertura | Once Caldas       | Colombia | 2009 |